# Варшавское соглашение
Варшавское соглашение, также Варшавское свидание — так называемая конференция или просто встреча императора Александра II со своими «новыми» союзниками, произошедшая в октябре 1860 года в Варшаве, сразу же, после известной Охоты в Беловежской Пуще (6 и 7 октября 1860 года).
Целью этого соглашения было изменение расклада сил на политической карте Европы.
Кроме императора Александра II на встрече присутствовали и русские посланники из Лондона, Парижа, Берлина и Вены, а также: Фридрих Вильгельм Прусский и австрийский император Франц Иосиф I, ещё недавно бывший врагом России.
Вновь образованная военно-оборонительная коалиция, вызвала огромное неудовольствие Франции и Англии, боявшихся нарушения стратегического равновесия сил в Европе и видевшие в этом постепенную отмену изоляции России после Парижского Конгресса 1856 года и попытку возврата Россией былого влияния.